# Mistrzostwa Świata w Judo 2007
28. Mistrzostwa Świata w Judo odbyły się w dniach 13-16 września 2007 roku w Rio de Janeiro, na terenie Jeunesse Arena. Rywalizowano w siedmiu kategoriach wagowych i jednej otwartej kobiet i mężczyzn. Turniej drużynowy rozegrano w Pekinie. 

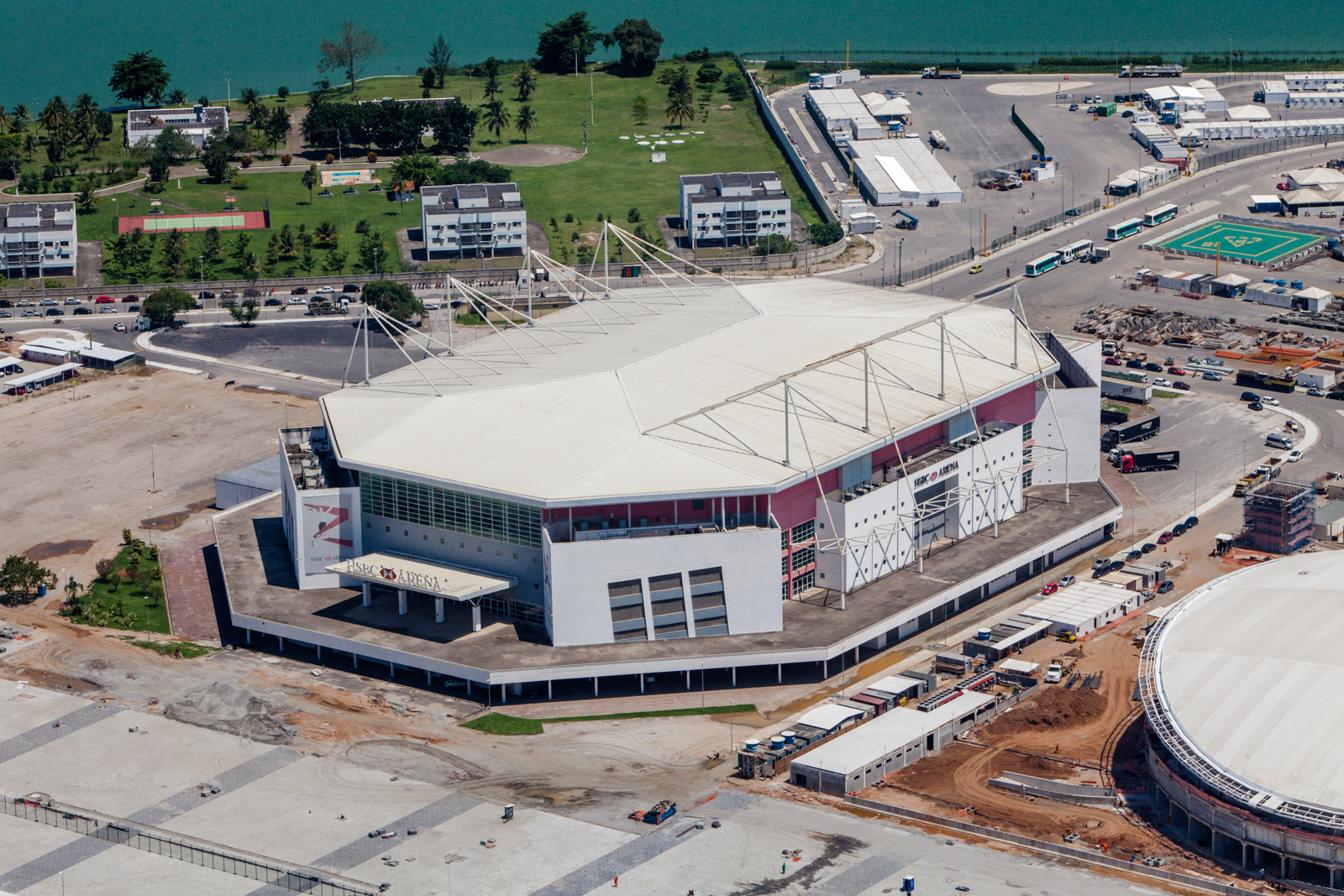
Hala

## Klasyfikacja medalowa
Gospodarz zawodów został zaznaczony kolorem.
| Miejsce | Państwo           |    |    |    | Razem |
| ------- | ----------------- | -- | -- | -- | ----- |
| 1       | Japonia           | 4  | 2  | 5  | 11    |
| 2       | Brazylia          | 3  | 1  | 1  | 5     |
| 3       | Chiny             | 3  | 0  | 1  | 4     |
| 4       | Kuba              | 2  | 3  | 1  | 6     |
| 5       | Francja           | 2  | 2  | 4  | 8     |
| 6       | Gruzja            | 1  | 1  | 1  | 3     |
| 7       | Holandia          | 1  | 0  | 3  | 4     |
| .       | Korea Południowa  | 1  | 0  | 3  | 4     |
| 9       | Korea Północna    | 1  | 0  | 1  | 2     |
| 10      | Rosja             | 0  | 1  | 2  | 3     |
| 11      | Wielka Brytania   | 0  | 1  | 1  | 2     |
| 12      | Azerbejdżan       | 0  | 1  | 0  | 1     |
| .       | Białoruś          | 0  | 1  | 0  | 1     |
| .       | Słowenia          | 0  | 1  | 0  | 1     |
| .       | Hiszpania         | 0  | 1  | 0  | 1     |
| .       | Stany Zjednoczone | 0  | 1  | 0  | 1     |
| .       | Grecja            | 0  | 1  | 0  | 1     |
| .       | Portugalia        | 0  | 1  | 0  | 1     |
| 19      | Węgry             | 0  | 0  | 4  | 4     |
| 20      | Włochy            | 0  | 0  | 2  | 2     |
| 21      | Niemcy            | 0  | 0  | 1  | 1     |
| .       | Austria           | 0  | 0  | 1  | 1     |
| .       | Iran              | 0  | 0  | 1  | 1     |
| .       | Rumunia           | 0  | 0  | 1  | 1     |
| .       | Tadżykistan       | 0  | 0  | 1  | 1     |
| .       | Uzbekistan        | 0  | 0  | 1  | 1     |
| .       | Mongolia          | 0  | 0  | 1  | 1     |
| Razem   | Razem             | 18 | 18 | 36 | 72    |

## Medaliści

### Mężczyźni
| Konkurencja: | Złoto: | Srebro: | Brąz: |
| −60kg        | Ruben Houkes | Nestor Chergiani | Choi Min-ho Ludwig Paischer |
| −66kg        | João Derly | Yordanis Arencibia | Arasz Miresma’ili Miklós Ungvári |
| −73kg        | Wang Ki-chun | Elnur Məmmədli | Yūsuke Kanamaru Rasul Bokijew |
| −81kg        | Tiago Camilo | Anthony Rodriguez | Euan Burton Guillaume Elmont |
| −90kg        | Irakli Cirekidze | Ilias Iliadis | Roberto Meloni Iwan Pierszyn |
| −100kg       | Luciano Corrêa | Peter Cousins | Dániel Hadfi Oreidis Despaigne |
| ponad 100kg  | Teddy Riner | Tamierłan Tmienow | Lasza Gudżedżiani João Gabriel |
| Open         | Yasuyuki Muneta | Yuri Rybak | Matthieu Bataille Abdullo Tangriyev |
| drużynowo    | Japonia · Hiroaki Hiraoka · Masato Uchishiba · Masato Inazawa · Takashi Ono · Hiroshi Izumi · Hidekazu Inomata · Satoshi Ishii | Brazylia · Charles Chibana · Leandro Cunha · Pedro Gueldes · Victor Penalber · Hugo Pessanha · Luciano Corrêa · João Gabriel · (Flávio Canto · Leonardo Leite) | Chiny · Jianqi An · Wu Ritubilige · Qindong Zeng · Xiao Deqiang · He Yanzhu · Shao Ning · Xiangjun Wei · (Yunlong He) · Korea Południowa · Choi Min-ho · Kim Joo-jin · Wang Ki-chun · Song Dae-nam · Hwang Hee-tae · Jang Sung-ho · Kim Soo-whan · (Kwon Yong-woo · Choi Sun-ho · Yoo Kwang-sun) |

### Kobiety
| Konkurencja: | Złoto: | Srebro: | Brąz: |
| −48kg        | Ryōko Tani | Yanet Bermoy | Alina Dumitru Frédérique Jossinet |
| −52kg        | Shi Junjie | Telma Monteiro | An Kum-ae Yuka Nishida |
| −57kg        | Kye Sun-hui | Isabel Fernández | Bernadett Baczkó Aiko Satō |
| −63kg        | Driulis González | Lucie Décosse | Ayumi Tanimoto Elisabeth Willeboordse |
| −70kg        | Gévrise Émane | Ronda Rousey | Anett Mészáros Ylenia Scapin |
| −78kg        | Yurisel Laborde | Sae Nakazawa | Jeong Gyeong-mi Stéphanie Possamaï |
| ponad 78kg   | Tong Wen | Maki Tsukada | Sandra Köppen Carola Uilenhoed |
| Open         | Maki Tsukada | Lucija Polavder | Jelena Iwaszczenko Anne-Sophie Mondière |
| drużynowo    | Chiny · Gao Feng · Xian Dongmei · Xu Yan · Xu Lili · Wang Juan · Yang Xiuli · Tong Wen · (Qin Dongya · Liu Xia · Yuan Hua) | Kuba · Yanet Bermoy · Susel Mustelier · Yurisleidys Lupetey · Driulis González · Yalennis Castillo · Yurisel Laborde · Idalys Ortíz | Japonia · Tomoko Fukumi · Yuka Nishida · Aiko Satō · Yoshie Ueno · Masae Ueno · Kumiko Horie · Midori Shintani · Mongolia · Baasankhu Uranchimeg · Mönchbaataryn Bundmaa · Chiszigbatyn Erdenet-Od · Cedewsürengijn Mönchdzajaa · Hureldorj Batkhishig · Pürewdżargalyn Lchamdegd · Dordżgotowyn Cerenchand · (Tümen-Odyn Battögs) |